# ترس مجهول
ترس مجهول یا ترس ناشناخته (به انگلیسی: Fear X) فیلمی محصول سال ۲۰۰۳ و به کارگردانی نیکلاس ویندینگ رفن است. در این فیلم بازیگرانی همچون جان تورتورو، جیمز رمار و دبورا کارا آنگر ایفای نقش کرده‌اند.